# Casal do Missa
Casal do Missa é uma pequena aldeia na freguesia de Ega, Condeixa-a-Nova com cerca de 300 habitantes. Esta pequena aldeia tem como vizinhas outras aldeias como é o caso de Casével e de Campizes, também esta perto de Belide (concelho de Condeixa-a-Nova) e da Pouca Pena (concelho de Soure).